# Над Буйдб
Над Буйдб (др.‑ирл. Nad Buídb; V век) — король Лейнстера (около 500 года) из рода Уи Дего.

## Биография
Согласно ирландским генеалогическим трактатам, Над Буйдб был сыном Эрка Буадаха и праправнуком по мужской линии первого короля Лейнстера Брессала Белаха. Он не упоминается ни в ирландских анналах, ни в средневековых списках королей Лейнстера. Однако о нём как о правителе этого королевства сообщается в других исторических источниках, вероятно, использовавших современные событиям записи. Один из этих источников — поэма «De Regibus Lagenorum», написанная в VII веке и сохранившаяся в составе «Лейнстерской книги». В ней рассказывается о ранней истории Лейнстера и упоминаются некоторые его правители, неуказанные в королевских списках. Среди них и Над Буйдб, названный лейнстерским королём вслед за погибшим в 446 году Мак Каиртинном мак Коэлботом. Датировать правление Над Буйдба позволяет другой источник — сохранившийся до наших дней отрывок из посвящённой ему поэмы, написанной на рубеже V и VI веков, автор которой писал о Над Буйдбе как о своём современнике. На основании анализа источников о Лейнстере V века историками было сделано предположение, что под влиянием родов Уи Хеннселайг, Уи Дунлайнге и Уи Нейллы, в зависимость от которых к X веку попали монастырские центры летописания Ирландии, сведения средневековых анналов были искажены и в них были внесены данные, благоприятные для представителей этих родов, но частью не соответствовавшие исторической действительности. Таким образом, возможно, что свидетельства поэм, созданных ещё до усиления этих родов, могли более точно отражать порядок престолонаследия в раннем Лейнстере.
По сведениям этих источников, Над Буйдб правил Лейнстером около 500 года. В отрывке поэмы он описывается как деятельный монарх, достойный славы своих знаменитых и воинственных предков, совершавших дальние заморские походы и обладавших властью над всей Ирландией. Предполагается, что и Над Буйдб мог не только править землями Лейнстера, но и владеть престолом Тары, сакральной резиденции верховных королей Ирландии. Возможно, он был последним из лейнстерских правителей, претендовавшим на верховную власть над всем островом. В то же время, ирландские анналы называют королём Лейнстера в 495—527 годах другого правителя, Илланна из рода Уи Дунлайнге. Так как ни в одном из исторических источников не упоминается о взаимоотношениях этих двух монархов, точно неизвестно, обладал ли каждый из них властью над всем Лейнстером, или правил только частью этого королевства. Каких-либо подробностей правления Над Буйдба не сохранилось. В дальнейшем власть в Лейнстере оспаривали представители только двух родов — Уи Дунлайнге и Уи Хеннселайг.